# Fachstelle für öffentliche Bibliotheken
Eine Fachkonferenz der Bibliotheksfachstellen in Deutschland (ehemals Fachstelle für öffentliche Bibliotheken und Fachstelle für das öffentliche Bibliothekswesen, Büchereistelle, Landesbüchereistelle, Büchereizentrale, Landesfachstelle, staatliche Fachstelle oder ähnlich bezeichnet) ist eine nicht kommerzielle Einrichtung mit der Aufgabe, Beratungs- und Dienstleistungen für öffentliche Bibliotheken und deren Träger zu erbringen. Die Verwaltung befindet sich in Wiesbaden.
Träger der Fachstellen sind entweder die Bundesländer oder in deren Auftrag kommunale Verbände (zuständig für die kommunalen Stadt- und Gemeindebibliotheken) oder die evangelische bzw. katholische Kirche (zuständig für die kirchlich getragenen Büchereien).
Die Fachstellen haben in den einzelnen Bundesländern unterschiedliche Aufgabenfelder: zum Beispiel beraten sie zu allen Fragen der Bibliotheksarbeit, bieten Fortbildungskurse und Seminare für Bibliothekspersonal an, organisieren Veranstaltungen wie z. B. Autorenlesungen, helfen Bibliotheken vor Ort beim Bestandsaufbau, unterstützen deren Öffentlichkeitsarbeit, unterhalten Medien-Ergänzungspools und führen die landesbezogenen Daten der Deutschen Bibliotheksstatistik zusammen.
In einigen Bundesländern sind die Fachstellen auch für die Vergabe von Fördergeldern zuständig.
Die von den Bundesländern getragenen bzw. in deren Auftrag handelnden Fachstellen sind in der „Fachkonferenz der Bibliotheksfachstellen in Deutschland“ (abgekürzt „Fachstellenkonferenz“) organisiert. Die Fachstellenkonferenz ist in bibliothekarischen bzw. bibliothekspolitischen Gremien vertreten und setzt sich für die Belange öffentlicher Bibliotheken ein, u. a. als Kooperationspartner des „Kompetenznetzwerk für Bibliotheken“.
Mit dem „Fachstellenserver“ bietet die Fachstellenkonferenz einen Informationsserver mit Dokumenten zu Fragen der Arbeit öffentlicher Bibliotheken und Hinweisen auf Veranstaltungen. Hier findet man auch die Anschriften aller Fachstellen in Deutschland (ausgenommen die kirchlich getragenen Einrichtungen).